# Skołyszyn
Skołyszyn – wieś gminna w Polsce, położona w województwie podkarpackim, w powiecie jasielskim, w gminie Skołyszyn.
W roku 2021 w Skołyszynie mieszkało 2046 mieszkańców, z czego 49,4% stanowiły kobiety, a 50,6% mężczyźni.

## Położenie geograficzne
Skołyszyn leży w Obniżeniu Gorlickim na Pogórzu Karpackim.
Przez wieś przepływa rzeka Ropa, oraz przebiegają droga krajowa nr 28 i linia kolejowa nr 108 ze stacją kolejową Skołyszyn. Powierzchnia wsi wynosi 6,203 kilometra kwadratowego.
Przysiółkiem wsi jest Lisówek, położony w zachodniej części wsi.

## Etymologia nazwy
Scolyssyno – pojawił się przy stwierdzeniu, iż właścicielem osady był w XIV w. niejaki Mścisław zwany Szczuczką, który w 1359 r. sprzedał część dóbr Tomaszowi z Samborzyna, a całą transakcję potwierdził król Kazimierz Wielki.

## Integralne części wsi
| SIMC    | Nazwa    | Rodzaj     |
| ------- | -------- | ---------- |
| 0360336 | Górnie   | część wsi  |
| 0360359 | Lisówek  | przysiółek |
| 0360342 | Wymiarki | część wsi  |

## Historia – najważniejsze fakty

### Średniowiecze i oświecenie
Wieś kształtowała się w IX-X wieku. Leżąc na terenach pogranicznych była w tym czasie wielokrotnie niszczona i ponownie odbudowywana.
Z 10 października 1359 r. pochodzi dokument – wydany w kancelarii królewskiej Kazimierza Wielkiego – potwierdzający długoletnie istnienie wsi.
Z 1379 r. pochodzi wzmianka o pierwszym znanym sołtysie – Hanko. Ślad lokacji Skołyszyna istnieje w dokumencie z 1411 r. zawierającym wzmiankę o przywileju lokacyjnym, który potwierdził król Władysław Jagiełło.
Piętnastowieczną wieś, własność królewską, opisuje Jan Długosz w Liber beneficiorum dioecesis Cracoviensis.
W XVI-XVII wieku dobra skołyszyńskie przechodzą w ręce prywatne. W 1422 r. sołtysostwo w tej miejscowości sprzedał Mikołaj Manczikal Mikołajowi Rogalcz. W latach 1460–1462 właścicielem dóbr w Skołyszynie był Stanisław Taszycki. Mocą nadań królewskich w XVI w., Skołyszyn stał się własnością szlachecką Sułowskich, a zwłaszcza Piotra Sułowskiego herbu Strzemię.
W XVI-XVII wieku dobra skołyszyńskie przechodzą w ręce prywatne. W 1595 roku wieś Skoliszyn położona w powiecie bieckim województwa krakowskiego była własnością starosty olsztyńskiego Joachima Ocieskiego.
Do połowy XVIII wieku wieś należała do Ziemi Bieckiej. W 1772 r. w wyniku rozbiorów Skołyszyn dostał się pod zabór austriacki, a administracyjnie do Cyrkułu Pilzneńskiego (1774), następnie Dukielskiego (1782) i Jasielskiego (1789–1918).

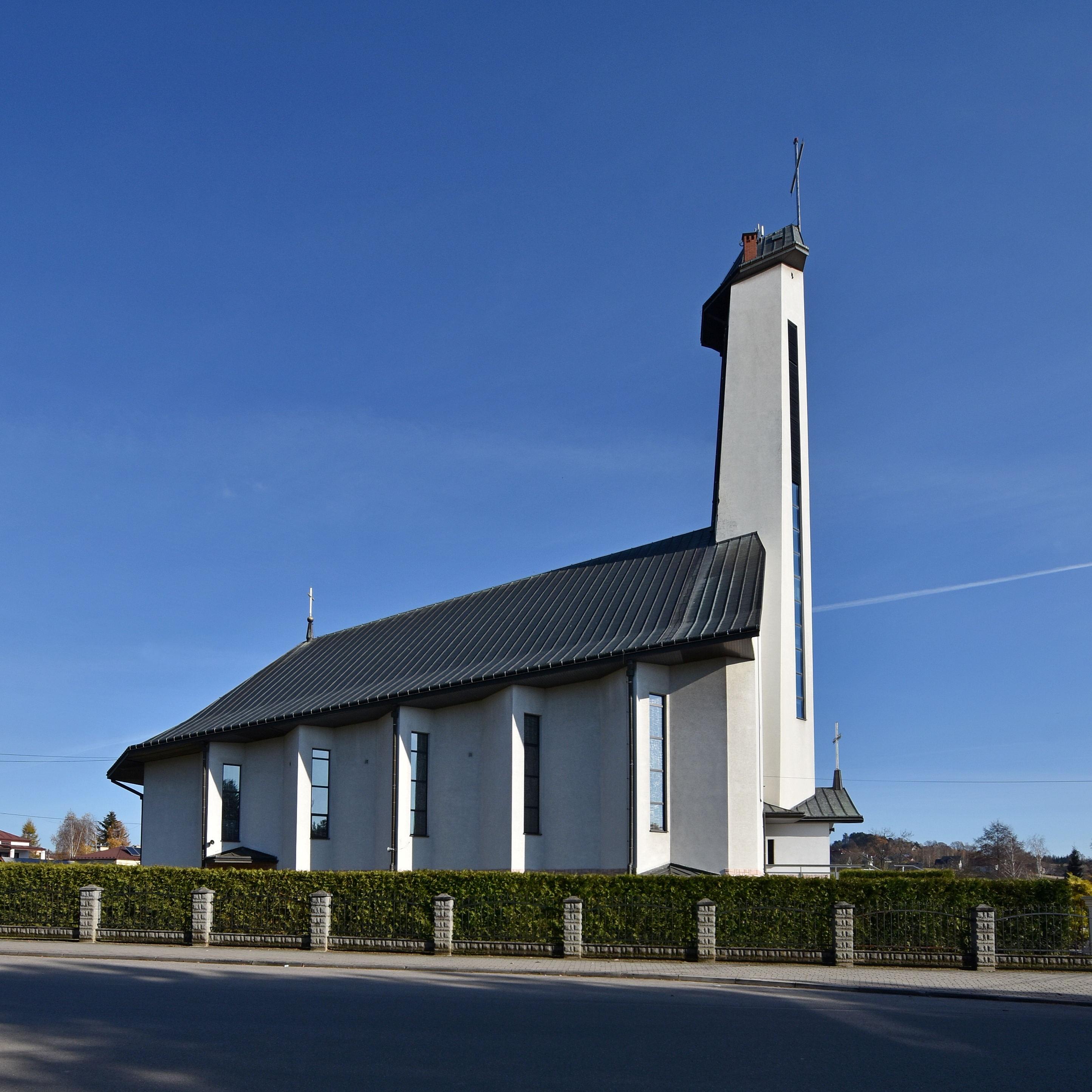
Kościół parafialny
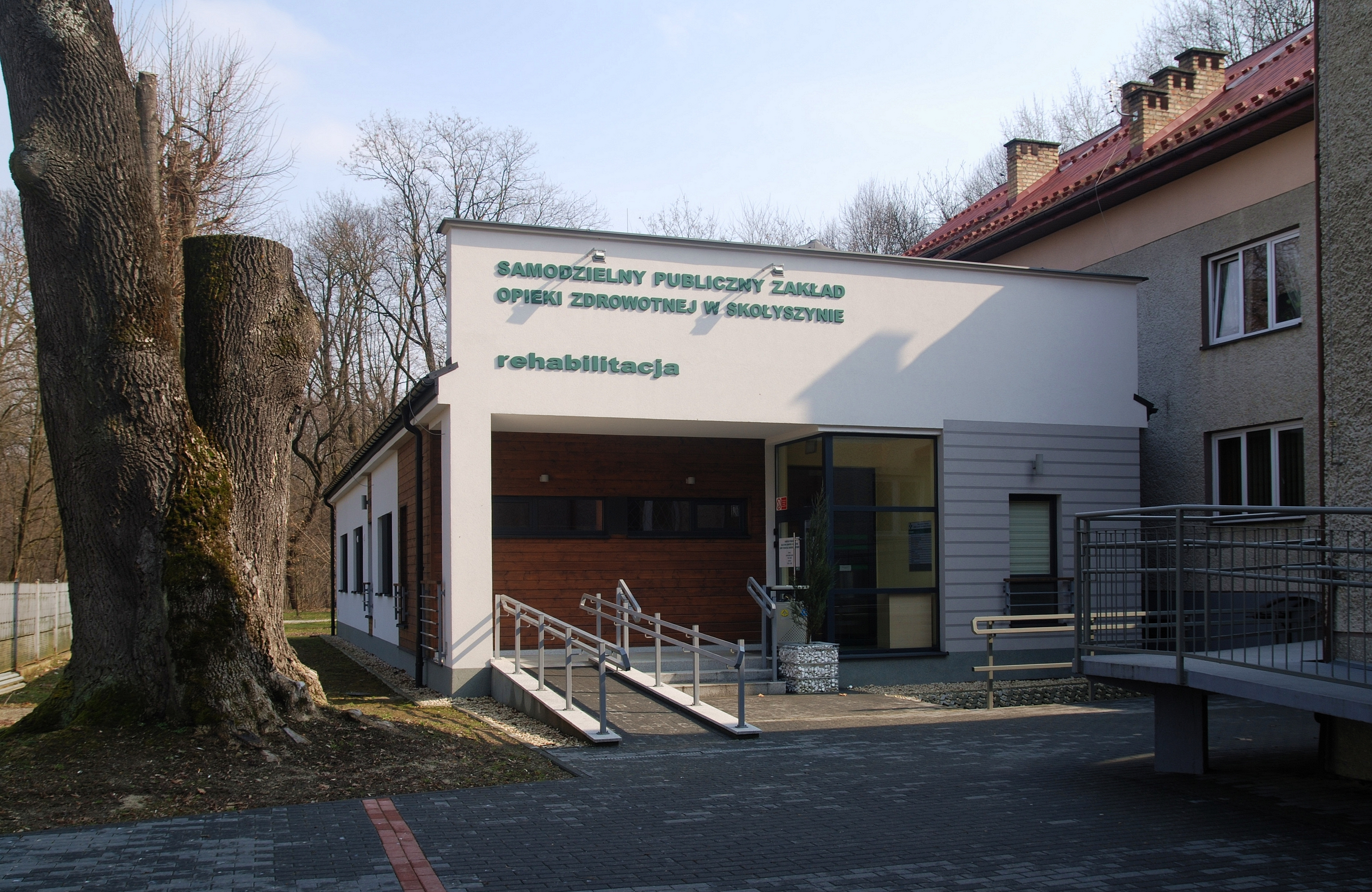
Ośrodek Zdrowia
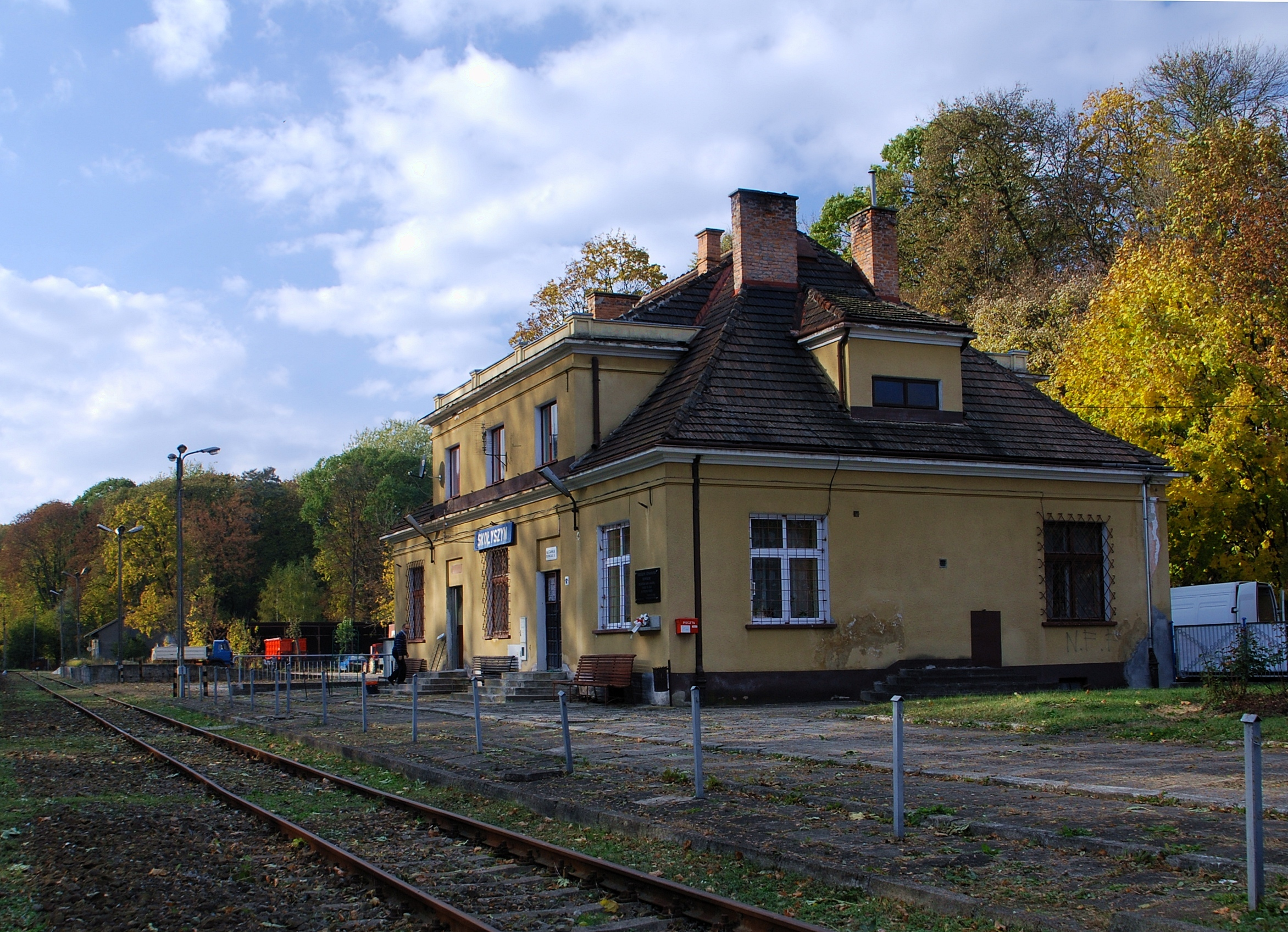
Dworzec kolejowy
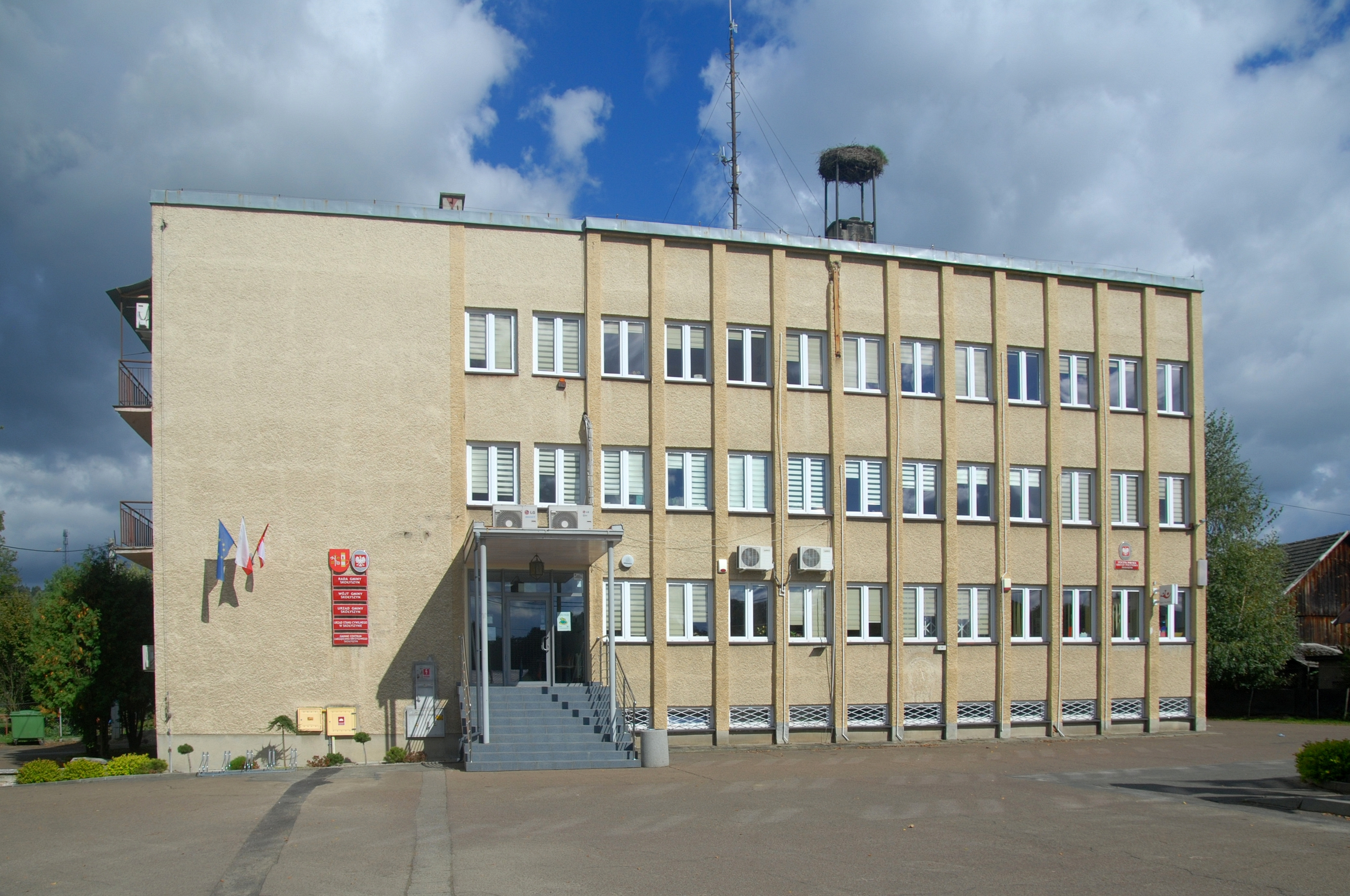
Urząd Gminy, z bocianim gniazdem na szczycie

### Lata późniejsze
W 1803 r. Skołyszyn z Lisówkiem liczył 419 mieszkańców. W tym czasie istniała we wsi prowadzona przez Tabaczyńskiego szkoła rzemieślnicza dla biednych chłopców.
Wieś przechodzi kolejno na własność: Józefa hrabiego Wodzickiego (1832), Prospera hrabiego Zborowskiego (1837). W 1868 r. majątek we wsi (283 ha) kupił Karol Klobassa; wraz ze swym synem Stanisławem Klobassą Zręckim, Tytusem Trzecieskim oraz Ignacym Łukaszewiczem byli pionierami przemysłu naftowego.
W wyniku przeprowadzenie uwłaszczenia w 1848 roku w Galicji, chłopi w Skołyszynie otrzymali posiadane budynki i ziemię ok. 312 hektarów ziemi.
W 1878 r. utworzono w Skołyszynie szkołę ludową. W 1880 r. w Skołyszynie mieszkało 617 mieszkańców (w tym 20 Żydów) – stały 102 domy oraz zabudowania dworskie.
W 1884 r. wieś przecięły tory kolejowe linii Stróże–Zagórz Galicyjskiej Kolei Transwersalnej. W 1889 r. pociągnięto z kopalni ropy naftowej w Harklowej do stacji kolejowej w Skołyszynie pięciokilometrowy ropociąg.
W dniach 2–6 maja 1915 wieś znalazła się w pasie frontowym „bitwy pod Gorlicami” (pokonanie wojsk rosyjskich przez wojska niemiecko-austriacko-węgierskie). Z tego okresu pochodzą cmentarze wojenne, rozlokowane w okolicy.
Po odzyskaniu niepodległości wieś należała do powiatu jasielskiego w województwie krakowskim. Właścicielami majątku dworskiego zostali po Klobassach  – Czyszczanowie, a następnie Brykczyńscy. W okresie II wojny światowej Brykczyńscy dawali schronienie polskiej rodzinie wypędzonej przez Niemców z Poznania oraz sierocie żydowskiemu Feliksowi Sandauerowi, a także dożywiali mieszkańców wsi.

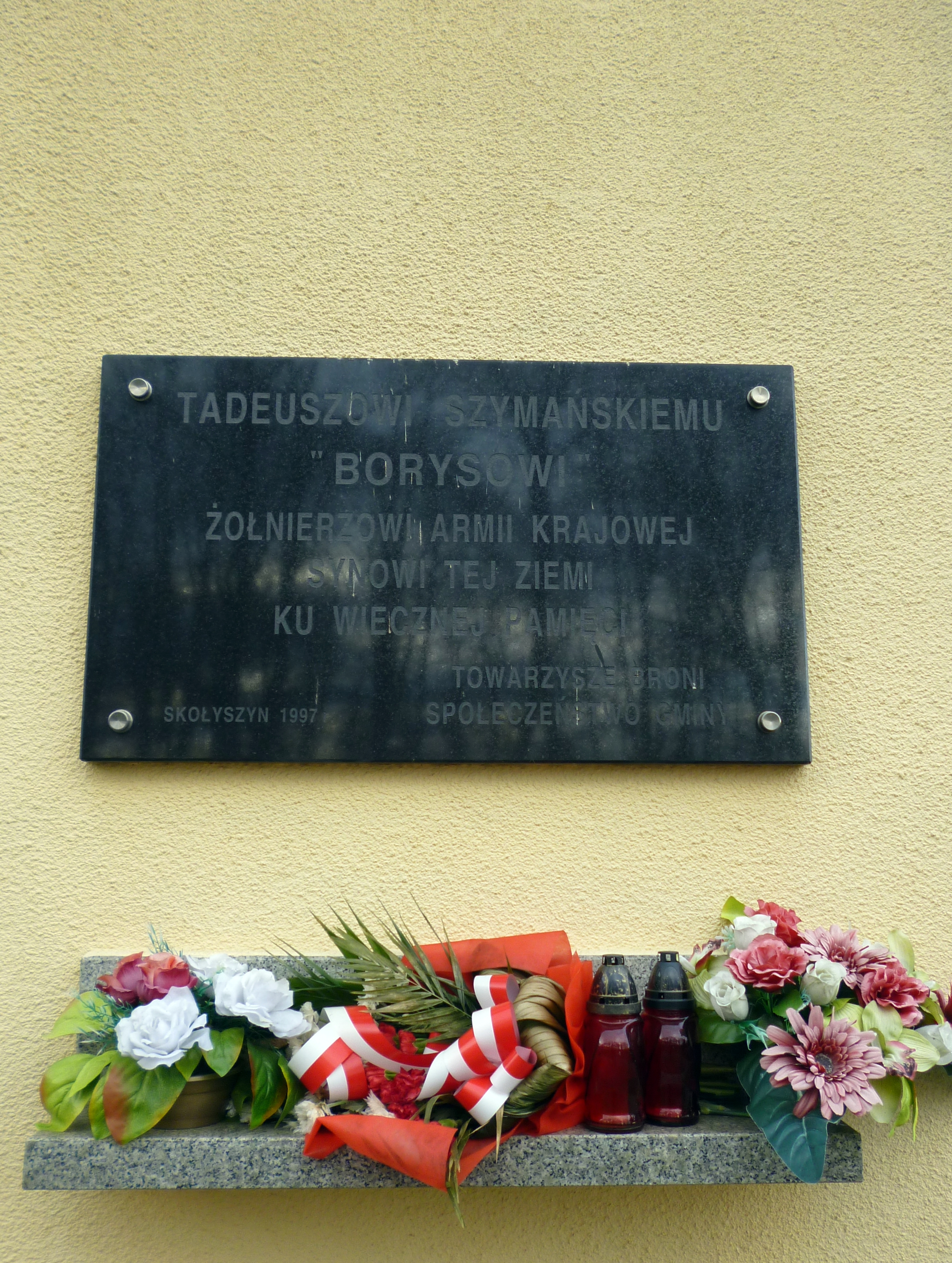
Tablica upamiętniająca żołnierza Armii Krajowej w Skołyszynie

Po wrześniu 1939 roku, w latach II wojny światowej, działały w okolicy struktury Armii Krajowej (Placówka „Sowa” – Skołyszyn w Obwodzie AK Jasło). Życie w II wojnie światowej straciło kilkudziesięciu mieszkańców wsi, w tym wszyscy Żydzi. Jesienią 1943 roku grupa wypadowa Gwardii Ludowej pod dowództwem Wojciecha Kwilosza opanowała stacją kolejową niszcząc urządzenia zwrotnicze i przewody telefoniczne. Okupacja niemiecka Skołyszyna zakończyła się wraz z ofensywą Armii Czerwonej. Dnia 15 stycznia 1945 roku wojska niemieckie spaliły pałac w skołyszyńskim parku, oraz budynki folwarczne w obawie przejęcia ich przez Związek Radziecki.
Odbudowa pałacu przez rodzinę Brykczyńskich nie mogły być wykonane ze względu na wprowadzenie nowego prawa 
polegającego na zakazie mieszkania w tym samym powiecie co przed wojną.
Rozpoczęła się przymusowa kolektywizacja rolnictwa. Po wojnie uruchomiono Państwową Fabrykę Gwoździ w Skołyszynie (późniejsze Zakłady Armatury JAFAR). W 1951 roku wieś zelektryfikowano. W 1963 roku otworzono nową szkołę podstawową (jedną z tzw. szkół tysiąclecia). W 1973 zbudowano wodociąg. Do połowy lat 90. funkcjonowała ręczna centrala telefoniczna.

## Przydział administracyjny
Po II wojnie wieś należała administracyjnie do woj. krakowskiego (1945), rzeszowskiego – powiat jasielski (1945–1974), krośnieńskiego (1975–1998) i podkarpackiego – powiat jasielski (od 1998).

## Ludność
- Wykres liczby ludności w Skołyszynie na przestrzeni lat[11][12][13][14]:

## Kopalnictwo naftowe

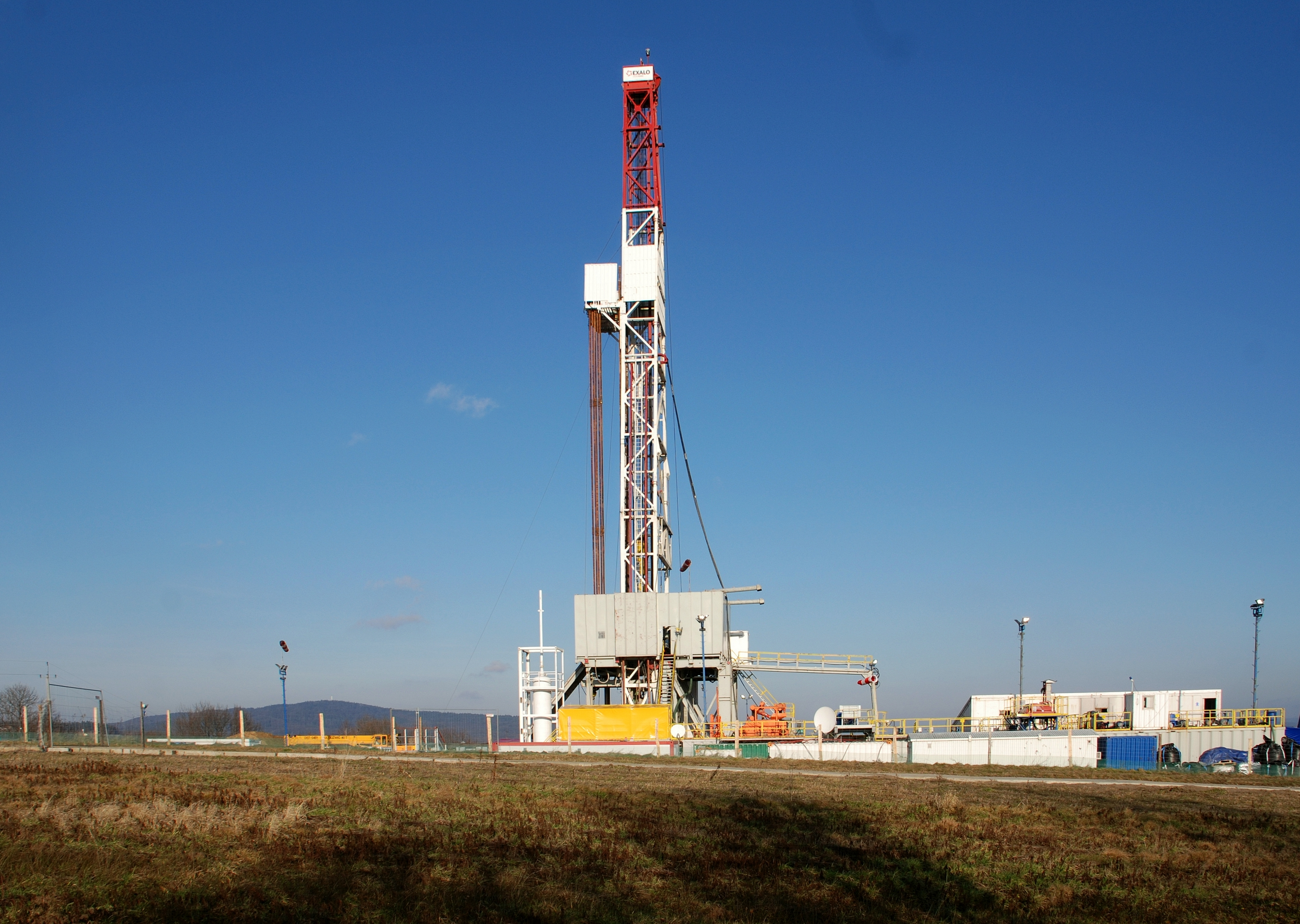
Wiertnia Skołyszyn-OU1K

Kopalnictwem naftowym interesował się dziedzic Skołyszyna Prosper hrabia Zborowski, który po 1865 nabył prawa naftowe i prowadził kopalnię ropy naftowej w Harklowej. Rozwój kopalni i dynamiczny wzrost wydobycia ropy ułatwił jej transport  wybudowany w 1889 5 kilometrowy rurociąg. Prowadził z kopalni harklowskiej do stacji kolejowej w Skołyszynie skąd koleją przewożono ropę do nowej rafinerii w Jaśle.
W 2017 spółka Orlen Upstream w ramach przedsięwzięcia projektowego poszukiwawczo-wydobywczego węglowodorów o nazwie "Karpaty" przystąpiła do wiercenia otworu o nazwie "Skołyszyn-OU1K" o głębokości pionowej 2119 m. Otwór położony jest w północnej części wsi przy drodze powiatowej do miejscowości Bączal Dolny, w sąsiedztwie granicy obrębu z Bączalem Górnym.

## Religia
26 czerwca 1986 r. biskup Ignacy Tokarczuk erygował w Skołyszynie parafię rzymskokatolicką pw. św. Józefa i śś. Apostołów Piotra i Pawła, należącą do dekanatu Jasło Zachód, diecezji rzeszowskiej. Konsekracji nowego kościoła pw. św. Józefa dokonał biskup Kazimierz Górny 10 grudnia 2006 r.

## Zabytki
W Skołyszynie znajdują się następujące zabytki prawnie chronione:
- Zespół folwarczny z XIX wieku znajdujący się w przysiółku Lisówek wpisany do rejestru zabytków pod numerem A-126 z dnia 03.09.1968[19] w skład którego wchodzą:
  - gorzelnia, tzw. dwór
  - obora z silosem
  - stajnia
  - oficyna
  - stodoła

Pozostałe zabytki i obiekty historyczne to:
- Park podworski datowany na lata 1775–1825 o powierzchni 10 ha. Założenie parkowe powstało na przełomie XVIII i XIX wieku. Obecne nasadzenia pochodzą z około 1868 kiedy majątek dworski nabył potentat naftowy Karol Klobassa. Powiększył on park i sprowadził między innymi z Włoch i Hiszpanii wiele egzotycznych drzew i krzewów (dąb burgundzki, tulipanowiec, miłorząb, żywotnik wschodni i kasztanowiec)[20]. W późniejszym okresie wybudował okazały pałac, który został zburzony przez wycofujące się wojska niemieckie 15 stycznia 1945.
- Figura św. Jana Nepomucena z 1767[21].
- Murowana kaplica z lat 1890-1910[21].
- Drewniany budynek dawnej szkoły, obecnie mieści się w nim apteka.
- Dworzec kolejowy.

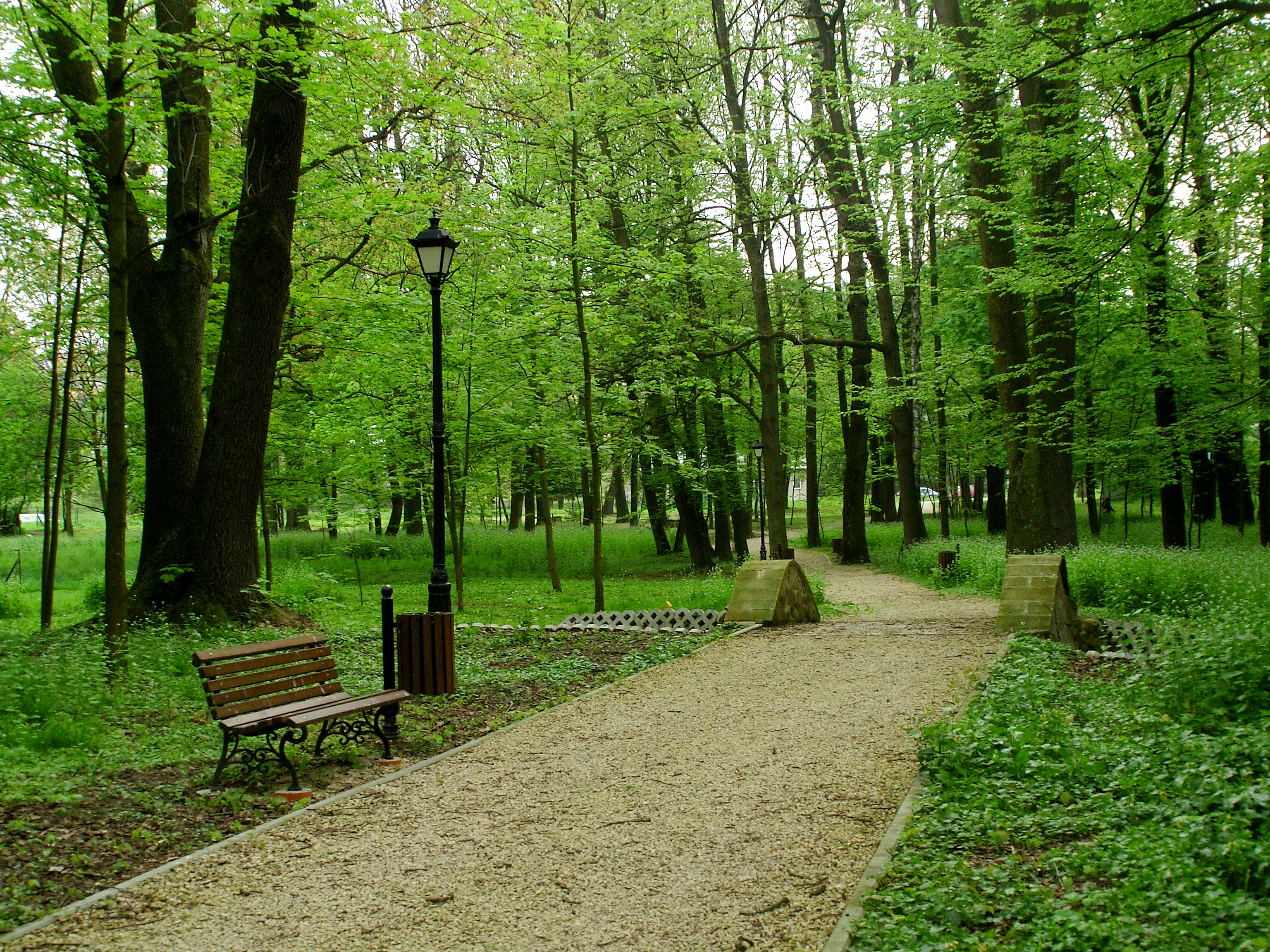
Park podworski
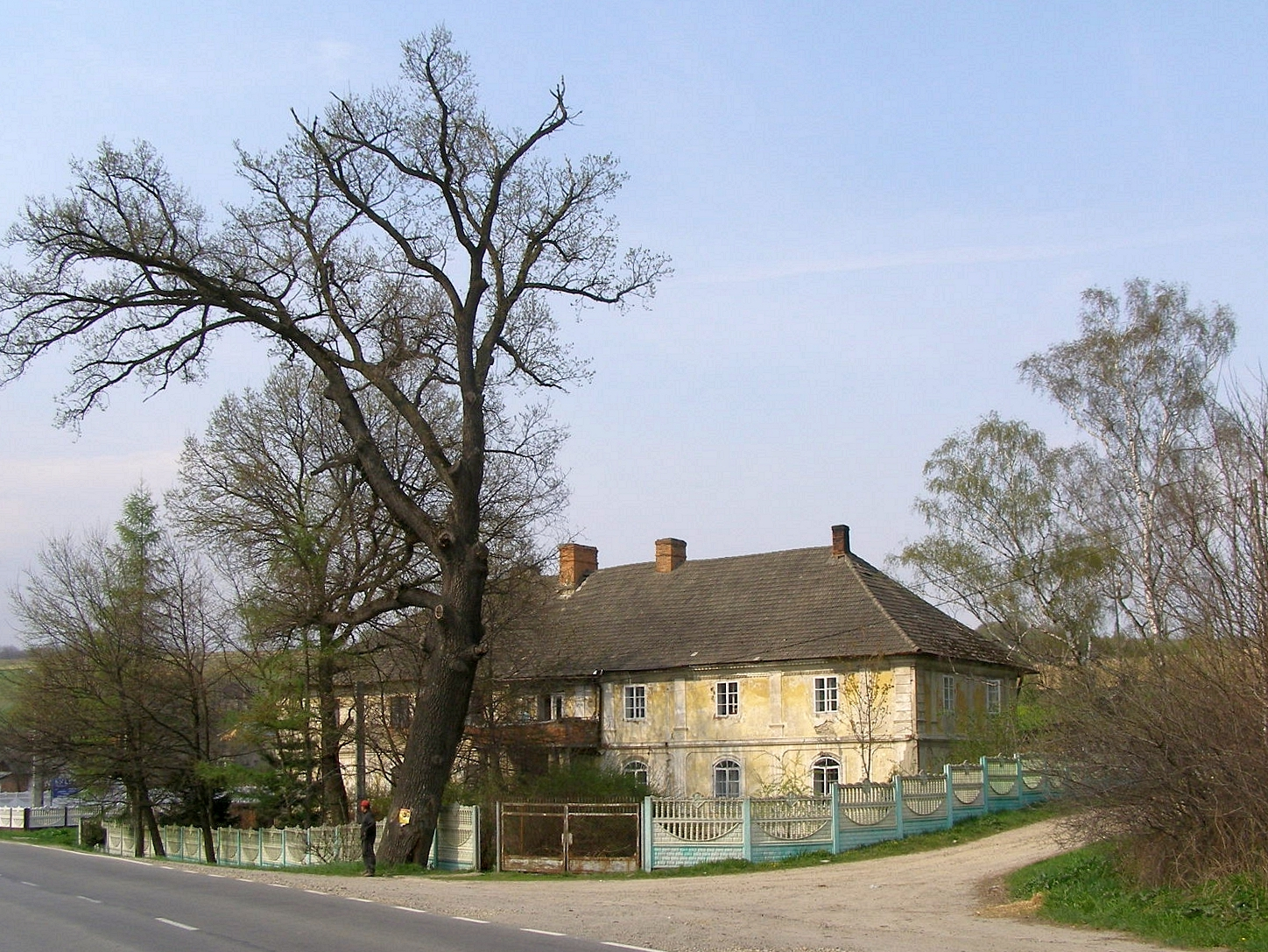
Lisówek-dwór
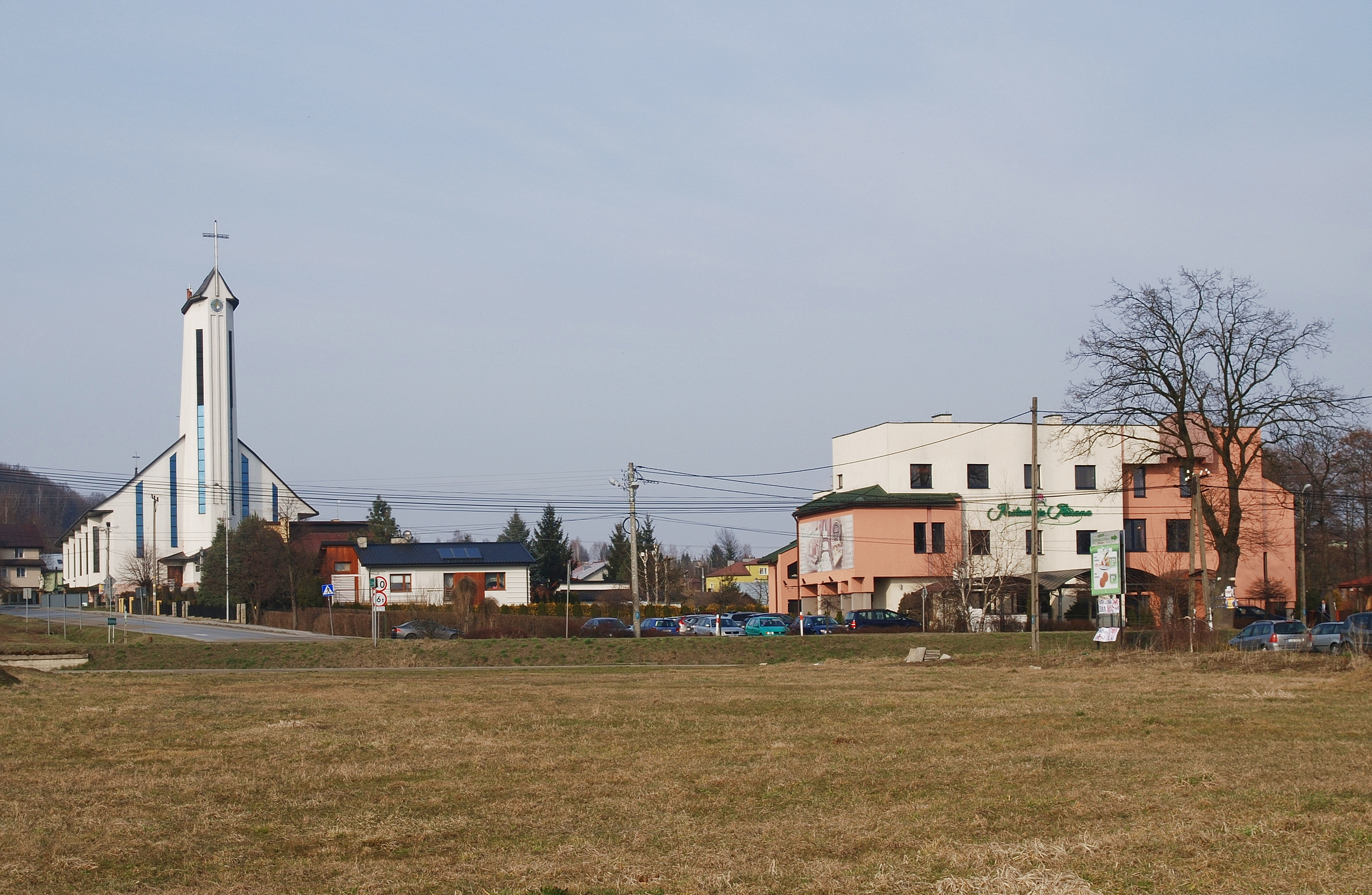
Centrum miejscowości
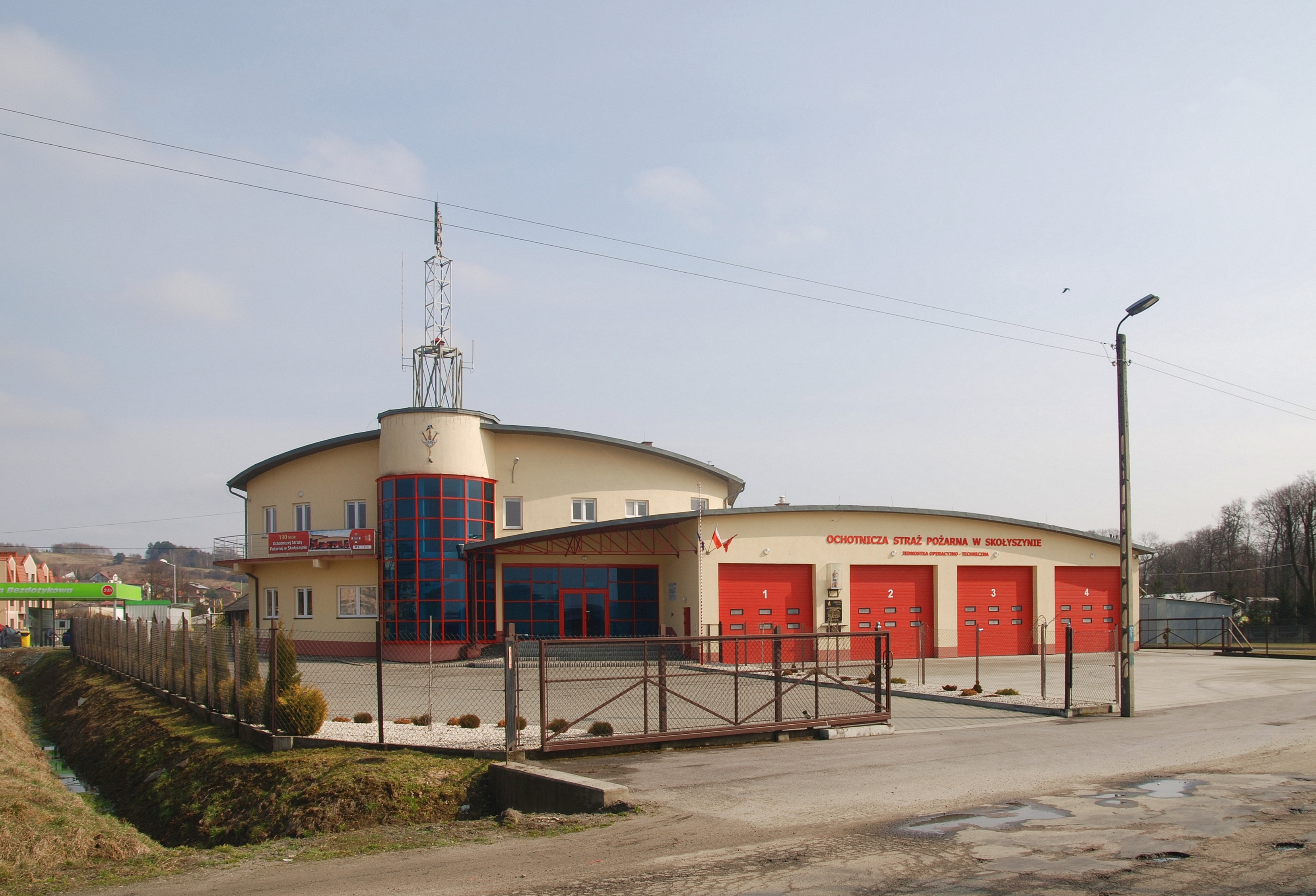
Remiza OSP
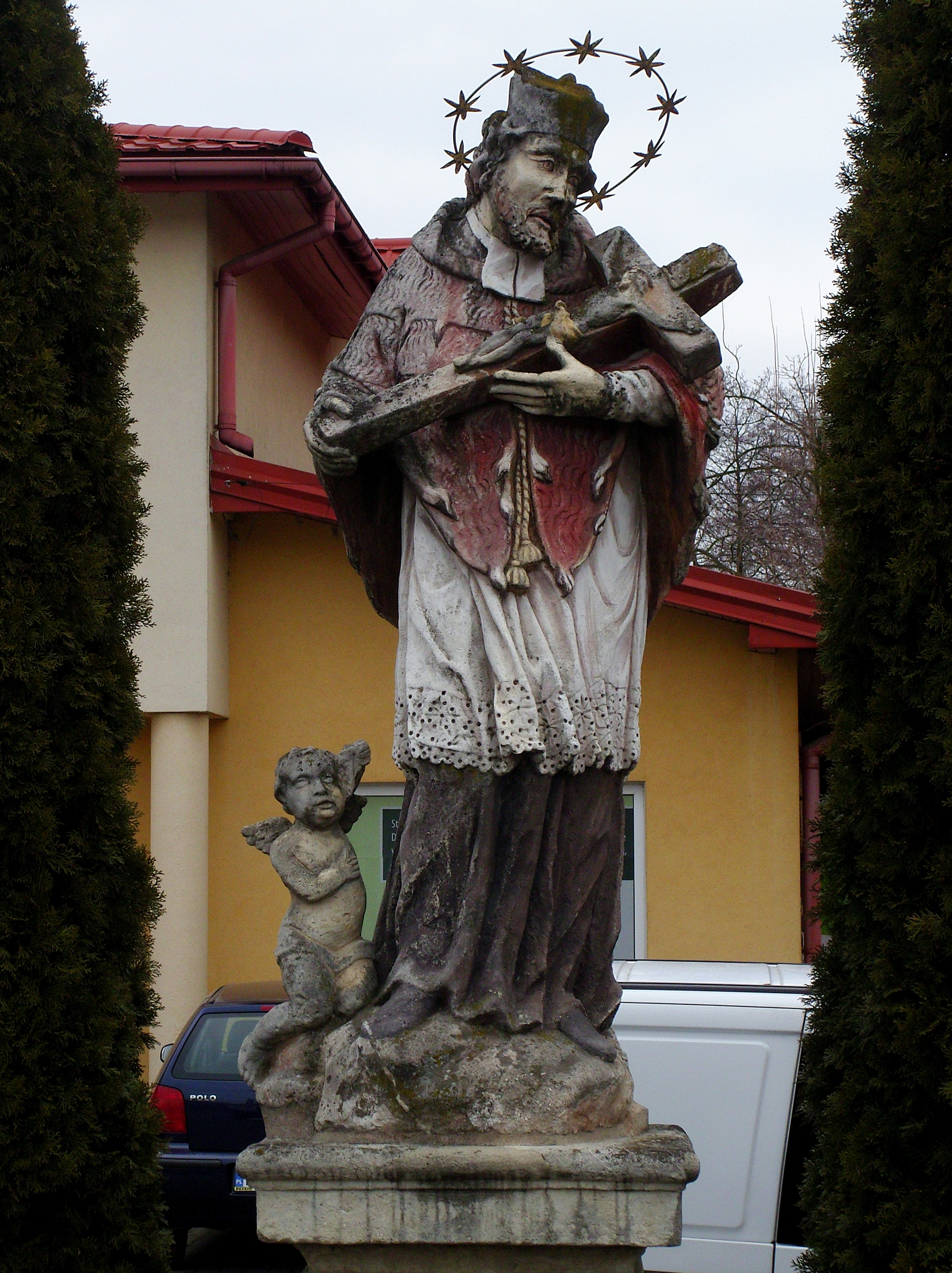
Figura św. Jana Nepomucena
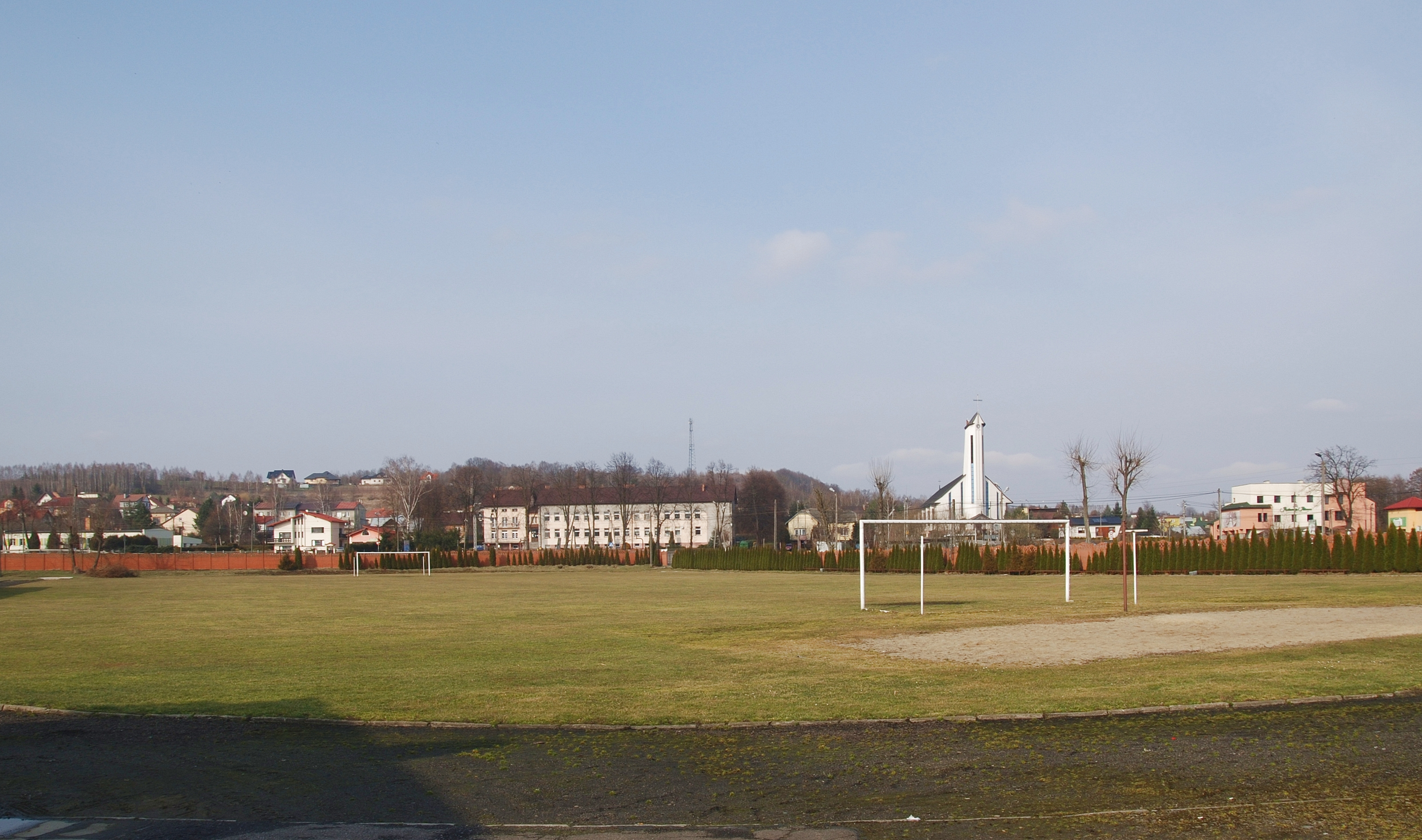
Stadion

## Związani ze Skołyszynem
- Piotr Sułowski herbu Strzemię (żył w XVI wieku) – dziedzic Skołyszyna, pełnił funkcję sędziego grodzkiego w Bieczu, poseł na sejm walny, uczestniczył w uchwaleniu Unii Lubelskiej w dniu 1 lipca 1569 roku.
- Kazimierz Mięsowicz – kapitan Wojska Polskiego, nadkomisarz Policji Państwowej.
- Aram Shakhbazyan – rzeźbiarz i metaloplastyk ormiańskiego pochodzenia.
- Stanisław Święch – harcmistrz, zasłużony członek OSP.
- Tadeusz Wawryszko – prałat, kapelan strażaków powiatu jasielskiego.

Bracia Mitera
- Stanisław Mitera (1890–1915), harcerz, działacz niepodległościowy, historyk, nauczyciel, legionista
- Kazimierz Mitera (1897–1936), legionista, malarz, pedagog i krytyk sztuki
- Zygmunt Mitera (1903–1940), doktor inżynier geofizyki stosowanej, przedsiębiorca, wykładowca, oficer Wojska Polskiego, ofiara zbrodni katyńskiej